# Paro Dzong

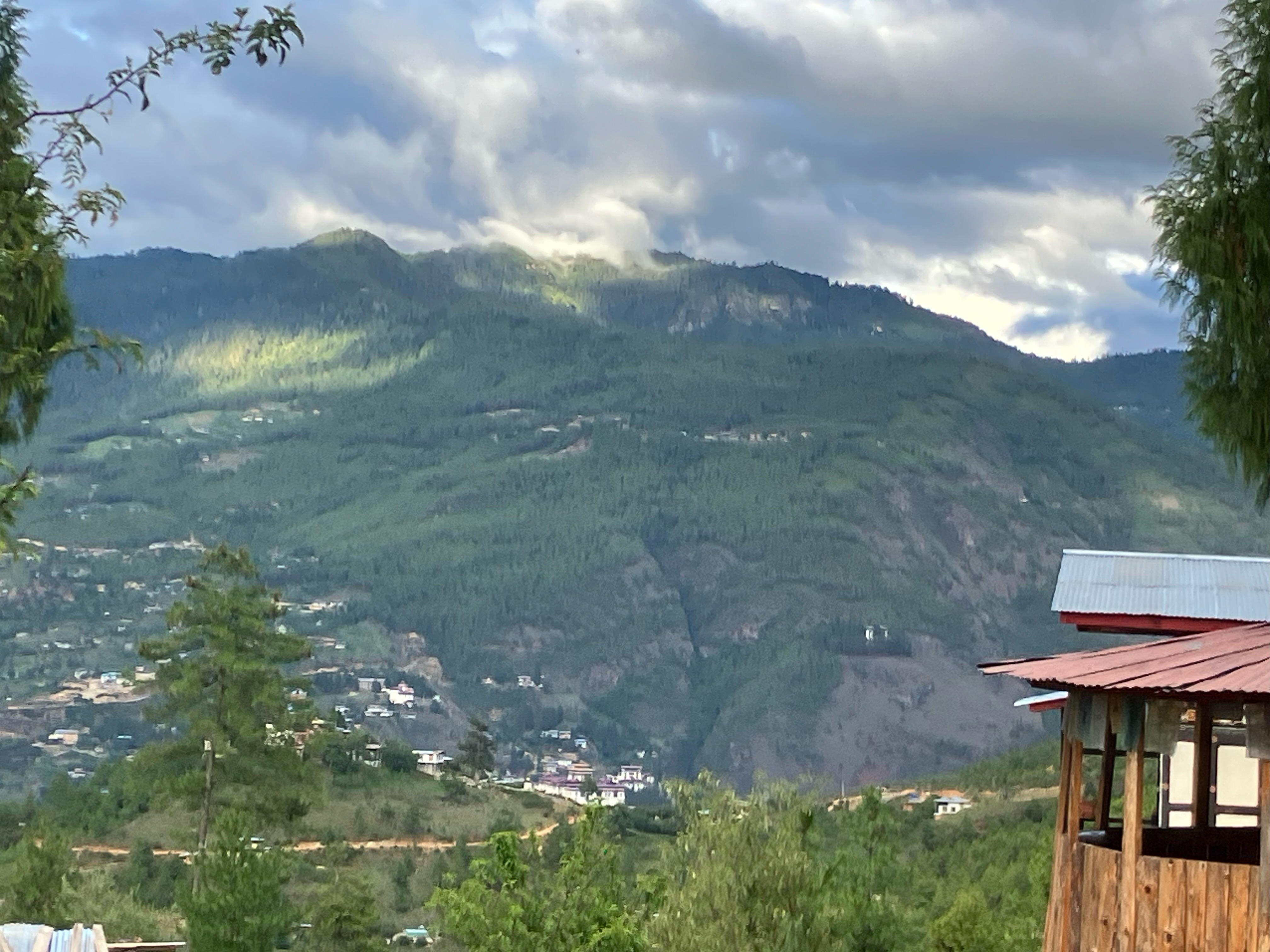
Blick auf Rinpung Dzong vom Tenchen Choeling-Nonnenkloster

Rinpung Dzong oder Paro Dzong (bhutanisch སྤ་རོ་རིན་སྤུང་རྫོང - spa ro rin spung rdzong) ist eine buddhistische Klosterburg (Dzong) im Distrikt Paro in Bhutan. Das Dzong gehört zur Drugpa-Kagyü-Schule. In der Burg ist neben der Mönchsgemeinschaft des Distrikts auch die staatliche Verwaltung des Paro Dzongkhag untergebracht. Die Burg ist aufgenommen in die Tentativliste zum UNESCO-Welterbe.

## Geschichte
Im 15. Jahrhundert schenkten Einheimische den Felsen „Hungrel“ in Paro dem Lama Drung Drung Gyal, einem Nachfahren von Phajo Druggom Shigpo. Drung Drung Gyal errichtete einen kleinen Tempel und später einen fünfstöckigen Dzong (Festung), die als „Hungrel Dzong“ bekannt war.
Danach lebten die Schüler von Fajo Bhutan Gom Bzhipo, Gyalchog und Gyaldzos, in Paro. Gyaldzom gründete ein Kloster am Sgangtaka Lhakhang. Sein Bruder Gyalchog studierte Theologie und kehrte nach Paro zurück. Der König besuchte das Kloster und baute einen kleinen Tempel. Seine Schüler regierten das Gebiet, das in der bhutanischen Geschichte als „Humrals Dragrim“ bekannt ist.
Im 17. Jahrhundert schenkten seine Nachkommen, die Herren von Hungrel, diese Festung dem Drugpa-Hierarchen Ngawang Namgyal, dem damaligen Zhabdrung Rinpoche, als Anerkennung seiner religiösen und weltlichen Autorität. 1644 ließ der Zhabdrung den bestehenden Dzong abreißen und legte den Grundstein für einen neuen Dzong. 1646 wurde der Dzong erneut geweiht und als Verwaltungs- und Klosterzentrum der westlichen Region errichtet; er wurde als „Rinpung Dzong“ bekannt. Während der Herrschaft des 23. Penlop Dawa Penjor geriet die Festung in Brand (bevor der erste König Gongsa Ugyen Wangchuck inthronisiert wurde) und alle wichtigen Reliquien und Statuen verbrannten, mit Ausnahme des Thongdrel (20 × 20 m). Man glaubt, dass die Gläubigen durch die Verehrung des Thongdrel das Nirwana erreichen können.
Einige Szenen des 1993 erschienenen Films Little Buddha wurden in diesem Dzong gedreht. Der Geschichte des Paro Dzong von Drungchen Dasho Sangay Dorji überliefert, dass die Felswand unterhalb des Dzong im 8. Jahrhundert von Guru Rinpoche „Ringpung“ genannt wurde, weshalb der Dzong, als er später hier errichtet wurde, als „Ringpung Dzong“ bekannt wurde.

## Schreine und Tempel

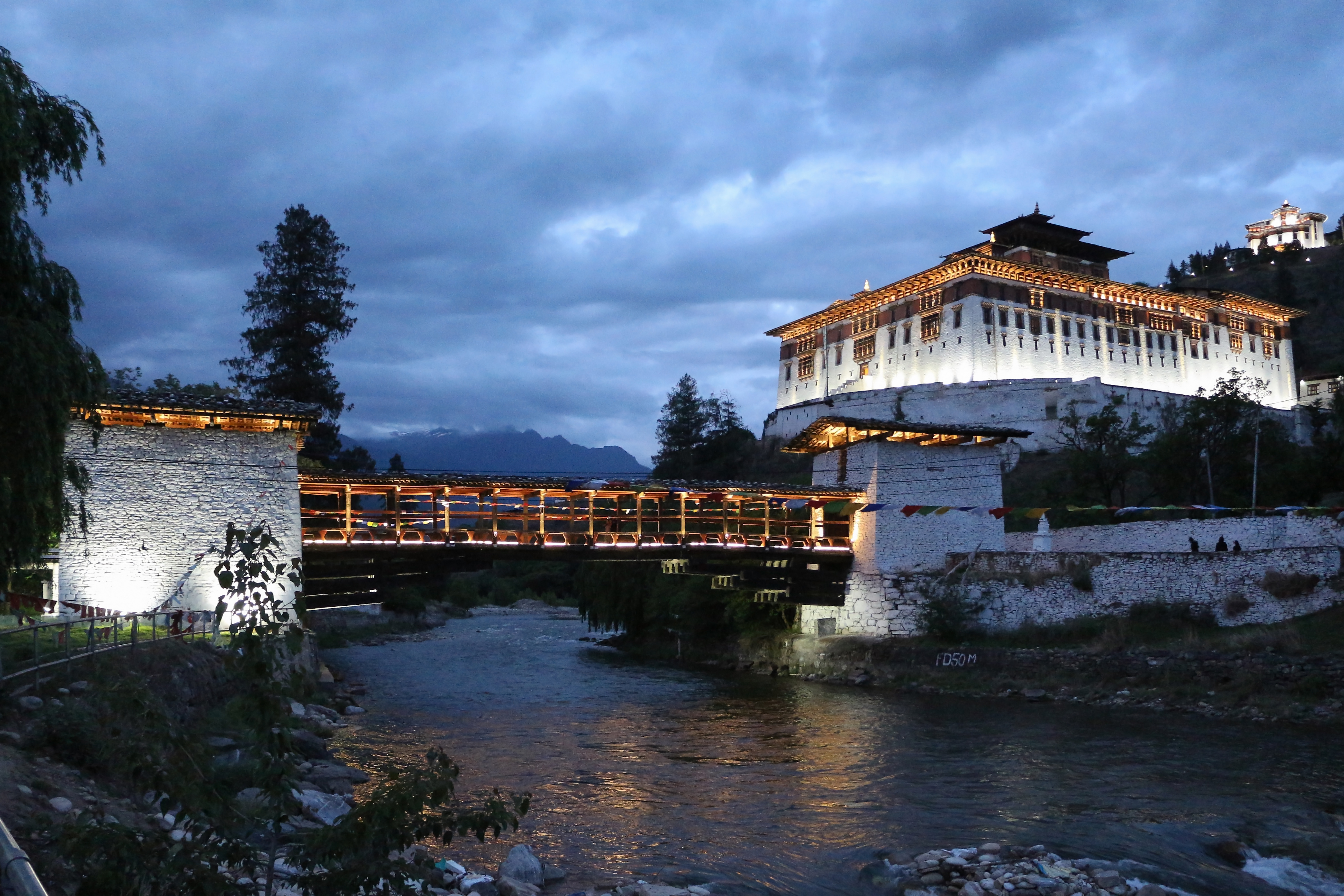
Rinpung Dzong und die Nemi Zam-Brücke bei Sonnenuntergang

Im Rinpung Dzong befinden sich vierzehn Schreine und Kapellen:
- Kungarwa
- Versammlungshalle der Mönche
- Sandelholz-Stupa
- Schrein des Beschützers
- Tempel der acht Manifestationen des Gurus (bhutanisch གུ་རུ་མཚན་རྒྱད་ལྷ་ཁང)
- Kapelle des Ober-Lamas
- Kapelle des Amitayus (Amitabha)
- Der Schrein aus klarem Kristall
- Kapelle des Elfgesichtigen Avalokiteśvara (Avalokiteshvara)
- Abt-Wohnung
- Kapelle von Akshobhya (Akshobhya)
- Tempel des Schatzenthüllers
- Gemächer des Königs (Gyalpo'i Zimchung)
- Tempel des Schatzmeisters

Außerhalb des Hauptgebäudes befindet sich der Deyangkha-Tempel.
Auf dem Hügel oberhalb von Rinpung Dzong steht eine siebenstöckige Wachturmfestung oder „Ta Dzong“, die 1649 erbaut wurde. 1968 wurde hier das Nationalmuseum von Bhutan untergebracht.
Direkt unterhalb von Rinpung Dzong befindet sich eine traditionelle, überdachte Auslegerbrücke.

## Festival
Ein großes jährliches Fest (Tsechu) wird vom elften bis zum fünfzehnten Tag des zweiten Monats des traditionellen bhutanischen Mondkalenders (normalerweise im März oder April des gregorianischen Kalenders) im Rinpung Dzong abgehalten. Zu diesem Anlass werden heilige Bilder in einer Prozession mitgenommen. Darauf folgt eine Reihe traditioneller Maskentänze, die religiöse Geschichten erzählen und mehrere Tage lang von Mönchen aufgeführt werden.
Vor Tagesanbruch am Morgen des fünfzehnten Tages wird ein großes, heiliges Thongdrel-Banner-Thangka mit der Darstellung der Acht Manifestationen von Padmasambhava (Guru Pema Jungney, Guru Nima Yoezer, Guru Singye Dradrong, Guru Tshoki Dorji, Guru Shacha Singye, Guru Pema Gyelpo, Guru Dorji Dolo und Guru Lodan Chokse) in den frühen Morgenstunden für die Öffentlichkeit ausgestellt, um die Tradition zu wahren, kein Sonnenlicht darauf fallen zu lassen. Der Platz, auf dem die Mönche den Maskentanz aufführen, wird „Deyangkha“ genannt.